# Henri Lemoine
Henri Lemoine (18 de junho de 1909 — 21 de setembro de 1991) foi um ciclista de estrada e pista francês que representou França nos Jogos Olímpicos de Verão de 1928 em Amsterdã, onde terminou em quinto lugar na prova tandem (2 km).